# Сапожковский уезд
Сапожко́вский уезд — административная единица в Рязанской губернии Российской империи и РСФСР, существовавшая в 1778—1924 годах. Уездный город — Сапожок.

## География
Уезд был расположен на юго-востоке Рязанской губернии, на востоке граничил с Тамбовской губернией. По площади уезд занимал территорию в 3653,2 вёрст² .

## История
Уезд был образован в 1778 году в составе Рязанского наместничества (с 1796 года — Рязанской губернии). В 1924 году уезд был упразднен, большая его часть вошла в состав Ряжского уезда Рязанской губернии.

## Население
Население уезда в 1896 году 164 851 чел.
По переписи 1897 года в уезде было 161 720 жителей (77 192 мужчины и 84 528 женщин). В г. Сапожок — 8550 чел.
Большая Энциклопедия под ред. С. Н. Южакова в 17 томе (СПб, 1902) о Сапожковском уезде сообщает: «Фабрик и заводов в 1901 г. числилось 603. Население по переписи 1897 г. исчислено 164851 душ обоего пола. Браков в 1901 г. заключено 1472, родилось 8706 душ, умерло 5248 душ. Естественный прирост населения в 1901 г. составил 3458 душ. Земских больниц 3, врачебных пунктов 4, фельдшерских пунктов 6. Начальных земских школ 60 с 4893 учащимися. Волостей 21, селений 211.»

## Административное деление
В 1859 году в уезде было 2 стана:
- 1-й со становой квартирой в с. Борец;
- 2-й со становой квартирой в с. Путятино.

В 1890 году в состав уезда входило 21 волость:
| № п/п | Волость             | Волостное правление | Число селений | Население |
| ----- | ------------------- | ------------------- | ------------- | --------- |
| 1     | Андреевская         | с. Алексеевка       | 13            | 3165      |
| 2     | Борецкая            | с. Борец            | 3             | 6224      |
| 3     | Высоковская         | с. Высокое          | 6             | 7570      |
| 4     | Дегтяно-Борковская  | с. Дегтяные Борки   | 5             | 7410      |
| 5     | Канинская           | с. Канино           | 9             | 7375      |
| 6     | Карловская          | с. Карловка         | 7             | 3320      |
| 7     | Кутло-Борковская    | с. Кутловы Борки    | 9             | 6924      |
| 8     | Мало-Сапожковская   | с. Малый Сапожок    | 5             | 8228      |
| 9     | Михеевская          | с. Михеи            | 5             | 6344      |
| 10    | Можаровская         | с. Меньшие Можары   | 7             | 6967      |
| 11    | Морозово-Борковская | с. Морозовы-Борки   | 13            | 11 638    |
| 12    | Муравлянская        | с. Муравлянка       | 16            | 7496      |
| 13    | Напольновская       | с. Напольное        | 25            | 7581      |
| 14    | Остро-Пластиковская | с. Остро-Пластиково | 12            | 5732      |
| 15    | Песочинская         | с. Песочня          | 10            | 9905      |
| 16    | Пригородная         | сл. Пригородная     | 6             | 11 268    |
| 17    | Путятинская         | с. Путятино         | 18            | 10 506    |
| 18    | Романово-Дарковская | с. Романовы Дарки   | 14            | 8010      |
| 19    | Сараевская          | с. Сараи            | 16            | 8098      |
| 20    | Телятниковская      | с. Телятники        | 4             | 5853      |
| 21    | Чучковская          | с. Чучково          | 8             | 6412      |

## Населённые пункты
В 1859 году в составе уезда было 277 населённых пунктов, наиболее крупные из них:
- г. Сапожок — 4871 чел.;
- с. Борец — 2733 чел.;
- с. Замошкинская Слобода — 2725 чел.;
- с. Канино — 2051 чел.;
- с. Меньшие Можары — 2243 чел.;
- с. Морозовы-Борки — 2243 чел.;
- с. Песочня — 2499 чел.;
- с. Путятино — 3792 чел.;
- с. Сараи — 2834 чел.;
- с. Чёрная Речка — 2390 чел.;
- с. Чучково — 2220 чел.